# Østofte (parochie)
Østofte is een parochie van de Deense Volkskerk in de Deense gemeente Lolland. De parochie maakt deel uit van het bisdom Lolland-Falster en telt 1004 kerkleden op een bevolking van 1124 (2004). 
Tot 1970 was de parochie deel van Fuglse Herred. In dat jaar werd de parochie opgenomen in de nieuwe gemeente Maribo. Deze ging in 2007 op in de fusiegemeente Lolland.
Aastrup · Arninge · Askø · Avnede · Bandholm · Birket · Branderslev · Brarup · Bregninge · Bursø · Dannemare · Døllefjelde · Engestofte · Errindlev · Eskilstrup · Falkerslev · Fejø · Femø · Fjelde · Fuglse · Gedesby · Gedser Kirkedistrikt · Gloslunde · Godsted · Græshave · Gundslev · Gurreby · Halsted · Herredskirke · Herritslev · Hillested · Holeby · Horbelev · Horreby · Horslunde · Hunseby · Idestrup · Kappel · Karleby · Kettinge · Kippinge · Købelev · Krønge · Landet · Langø Kirkedistrikt · Lillebrænde · Løjtofte · Maglebrænde · Majbølle · Maribo Domsogn · Musse · Nebbelunde · Nøbbet Kirkedistrikt · Nordlunde · Nørre Alslev · Nørre Kirkeby · Nørre Ørslev · Nørre Vedby · Nykøbing F · Nysted · Olstrup · Ønslev · Øster Ulslev · Østofte · Radsted · Ringsebølle · Rødby · Rødbyhavn · Ryde · Sædinge · Sakskøbing · Sandby · Sankt Nikolai · Skelby · Skørringe · Skovlænge · Slemminge · Søllested · Sønder Alslev · Sønder Kirkeby · Stadager · Stokkemarke · Stormarks · Stubbekøbing · Systofte · Tågerup · Tårs · Tillitse · Tingsted · Tirsted · Toreby · Torkilstrup · Torslunde · Utterslev · Våbensted · Væggerløse · Vålse · Vantore · Vejleby · Vestenskov · Vester Ulslev · Vesterborg · Vigsnæs · Vindeby